# Dioscoro (martire)
Dioscoro (... – Alessandria d'Egitto, 305-306 circa) è venerato come santo e martire da tutte le Chiese cristiane che ammettono il culto dei santi.

## Biografia e culto
Di questo santo, ricordato al 18 maggio nel Martirologio geronimiano (V secolo) e nei sinassari bizantini, esiste una passio in latino e alcuni frammenti in siriaco.
Dioscoro era originario di Cinopoli superiore, la Κυνόπολις ἄνω dei Greci, Kais per i copti. Era figlio di un lettore e venne arrestato per non aver voluto sacrificare agli dei e consegnare i libri sacri. Fu trasferito ad Alessandria e, dopo aver subito varie torture, fu condannato alla decapitazione dal prefetto Culciano. Il suo martirio si colloca all'incirca verso il 305/306.
Il suo culto passò nel Martirologio Romano, che lo ricorda con queste parole:
(Martirologio Romano. Riformato a norma dei decreti del Concilio ecumenico Vaticano II e promulgato da papa Giovanni Paolo II, Città del Vaticano, 2004, p. 405)